# Neporadza (Banská Bystrica)
Neporadza é um município da Eslováquia, situado no distrito de Rimavská Sobota, na região de Banská Bystrica. Tem 7,02 km² de área e sua população em 2018 foi estimada em 241 habitantes.

## Demografia
| Ano:        | 1994 | 2004   | 2014    | 2024    |
| ----------- | ---- | ------ | ------- | ------- |
| Broj ljudi: | 312  | 313    | 251     | 299     |
| Razlika:    |      | +0,32% | -19,80% | +19,12% |

| Ano:               | 2023 | 2024   |
| ------------------ | ---- | ------ |
| Número de pessoas: | 302  | 299    |
| Diferença:         |      | -0,99% |